# Wellesley (Massachusetts)
Pour les articles homonymes, voir Wellesley.
Wellesley est une municipalité du Massachusetts (États-Unis), comptant environ 27 900 habitants.

## Économie
Wellesley est le siège de :
- la société de biotechnologie PerkinElmer,
- du Wellesley College.

## Personnalités liées à la commune
- Vida Dutton Scudder, qui y est morte le 9 octobre 1954
- Walter Bradford Barrows, naissance
- Michael Chapman, naissance
- Jay Harrington, acteur
- Katharine Coman, y est morte en 1915.